# Probaryconus philippinensis
Probaryconus philippinensis är en stekelart som först beskrevs av Jean-Jacques Kieffer 1913.  Probaryconus philippinensis ingår i släktet Probaryconus och familjen Scelionidae. Inga underarter finns listade i Catalogue of Life.